# Jiulong Shuiku
Jiulong Shuiku (kinesiska: 九龙水库) är en reservoar i Kina. Den ligger i provinsen Liaoning, i den nordöstra delen av landet, omkring 280 kilometer sydväst om provinshuvudstaden Shenyang. Jiulong Shuiku ligger 36 meter över havet. Arean är 2,4 kvadratkilometer. Trakten runt Jiulong Shuiku består till största delen av jordbruksmark. Den sträcker sig 1,9 kilometer i nord-sydlig riktning, och 3,1 kilometer i öst-västlig riktning.
Genomsnittlig årsnederbörd är 864 millimeter. Den regnigaste månaden är juli, med i genomsnitt 271 mm nederbörd, och den torraste är januari, med 7 mm nederbörd.